# Dușanbe
Dușanbe (în tadjică Душанбе) este capitala Tadjikistanului. Este cel mai important centru politic, financiar, cultural și artistic al țării. Populația Dușanbe-ului este de 1,027,000 locuitori (în 2004). A mai fost numit o scurtă perioadă de timp (1929 - 1961) Stalinabad, însă în urma unei decizii ai lui Hrușciov, s-a revenit la denumirea veche.

## Clima
| Date climatice pentru Dushanbe                             | Date climatice pentru Dushanbe | Date climatice pentru Dushanbe | Date climatice pentru Dushanbe | Date climatice pentru Dushanbe | Date climatice pentru Dushanbe | Date climatice pentru Dushanbe | Date climatice pentru Dushanbe | Date climatice pentru Dushanbe | Date climatice pentru Dushanbe | Date climatice pentru Dushanbe | Date climatice pentru Dushanbe | Date climatice pentru Dushanbe | Date climatice pentru Dushanbe |
| Luna                                                       | Ian                            | Feb                            | Mar                            | Apr                            | Mai                            | Iun                            | Iul                            | Aug                            | Sep                            | Oct                            | Nov                            | Dec                            | Anual                          |
| ---------------------------------------------------------- | ------------------------------ | ------------------------------ | ------------------------------ | ------------------------------ | ------------------------------ | ------------------------------ | ------------------------------ | ------------------------------ | ------------------------------ | ------------------------------ | ------------------------------ | ------------------------------ | ------------------------------ |
| Maxima medie °C (°F)                                       | 9.4 (48,9)                     | 10.6 (51,1)                    | 15.6 (60,1)                    | 20.6 (69,1)                    | 26.1 (79)                      | 32.8 (91)                      | 35.6 (96,1)                    | 34.4 (93,9)                    | 30.0 (86)                      | 23.3 (73,9)                    | 15.6 (60,1)                    | 10.6 (51,1)                    | 22,1 (71,8)                    |
| Media zilnică °C (°F)                                      | 2.1 (35,8)                     | 3.8 (38,8)                     | 9.2 (48,6)                     | 15.4 (59,7)                    | 20 (68)                        | 25.3 (77,5)                    | 27.1 (80,8)                    | 24.9 (76,8)                    | 20.1 (68,2)                    | 14.3 (57,7)                    | 8.9 (48)                       | 4.8 (40,6)                     | 14,66 (58,38)                  |
| Minima medie °C (°F)                                       | −0.6 (30,9)                    | 1.7 (35,1)                     | 5.6 (42,1)                     | 9.4 (48,9)                     | 13.3 (55,9)                    | 17.8 (64)                      | 19.4 (66,9)                    | 17.2 (63)                      | 12.8 (55)                      | 7.8 (46)                       | 3.3 (37,9)                     | 0.6 (33,1)                     | 9,0 (48,2)                     |
| Minima istorică °C (°F)                                    | −22 (−8)                       | −16 (3)                        | −10 (14)                       | 0.0 (32)                       | 6.1 (43)                       | 11.1 (52)                      | 13.9 (57)                      | 10.0 (50)                      | 3.9 (39)                       | −2.2 (28)                      | −6.1 (21)                      | −18 (0)                        | −22 (−8)                       |
| Precipitații mm (inches)                                   | 66.3 (2.61)                    | 75.4 (2.969)                   | 107.5 (4.232)                  | 105.0 (4.134)                  | 66.0 (2.598)                   | 5.5 (0.217)                    | 3.2 (0.126)                    | 0.5 (0.02)                     | 3.1 (0.122)                    | 30.6 (1.205)                   | 44.7 (1.76)                    | 59.8 (2.354)                   | 567,6 (22,346)                 |
| Nr. de zile cu precipitații (≥ 1.0 mm)                     | 8.5                            | 9.1                            | 13.4                           | 9.8                            | 7.8                            | 1.5                            | 0.7                            | 0.1                            | 0.8                            | 3.7                            | 5.3                            | 8.1                            | 68,8                           |
| Ore însorite                                               | 120.9                          | 121.5                          | 155.0                          | 198.0                          | 282.1                          | 336.0                          | 353.4                          | 337.9                          | 288.0                          | 223.2                          | 165.0                          | 117.8                          | 2.698,8                        |
| Sursa nr. 1: Sistema de Clasificación Bioclimática Mundial |                                |                                |                                |                                |                                |                                |                                |                                |                                |                                |                                |                                |                                |
| Sursa nr. 2: Hong Kong Observatory                         |                                |                                |                                |                                |                                |                                |                                |                                |                                |                                |                                |                                |                                |

## Personalități născute aici
- Viktor Bout (n. 1967), comerciant de arme, acuzat de terorism.

## Orașe înfrățite
| - Ganja, Azerbaijan - Lusaka, Zambia - Sana'a, Yemen - Monastir, Tunisia - Klagenfurt, Austria | - Lahore, Pakistan - Boulder, US - Mazari Sharif, Afghanistan - Reutlingen, Germania - Sankt Petersburg, Rusia | - Shiraz, Iran - Minsk, Belarus - Ürümqi, China - Tehran, Iran - Xiamen, China |